# Ołeksandr Nikiforow
Ołeksandr Wałerijowycz Nikiforow, ukr. Олександр Валерійович Нікіфоров, ros. Александр Валерьевич Никифоров, Aleksandr Walerjewicz Nikiforow (ur. 18 października 1967 w Odessie) – ukraiński piłkarz, grający na pozycji obrońcy, a wcześniej pomocnika, trener piłkarski.

## Kariera piłkarska

### Kariera klubowa
Wychowanek SDJuSzOR Czornomoreć Odessa. Pierwsze trenerzy - Józef Kłacman, Wałerij Bokatow, a potem Heorhij Bursakow. W 1984 rozpoczął karierę piłkarską w drużynie rezerw Czornomorca Odessa. W latach 1986–1987 "odbywał" służbę wojskową w SKA Odessa, po czym powrócił do Czornomorca. W końcu 1990 wyjechał do Węgier, gdzie bronił barw Budapesti Vasutas. Latem 1992 ponownie wrócił do Czornomorca Odessa, w składzie którego 25 września 1992 roku debiutował w Wyszczej Lidze w meczu z Karpatami Lwów (3:4). Latem 1993 przeszedł do rosyjskiego KAMAZu Nabierieżnyje Czełny. Po roku wrócił do Czornomorca Odessa, a w marcu 1995 przeniósł się do SK Mikołajów. Latem 1995 kolejny raz wyjechał zagranicę, gdzie bronił barw węgierskiego MTK Budapeszt oraz rosyjskich klubów KAMAZ-Czałły Nabierieżnyje Czełny i Gazowik-Gazprom Iżewsk. Latem 1997 powrócił do Ukrainy, gdzie występował w amatorskim zespole Rybak-Dorożnyk Odessa. Na początku 1998 został piłkarzem SK Odessa, w którym zakończył karierę piłkarską. Potem grał jeszcze w amatorskich drużynach Syhnał Odessa oraz Digital Odessa.

## Kariera trenerska
Po zakończeniu kariery piłkarską rozpoczął pracę trenerską. Jeszcze w sezonie 2001/02 grając w Syhnale Odessa pełnił również funkcje asystenta (runda jesienna) oraz głównego trenera klubu (runda wiosenna). Latem 2010 objął stanowisko asystenta trenera w sztabie szkoleniowym Czornomorca Odessa.

## Sukcesy i odznaczenia

### Sukcesy klubowe
- wicemistrz Ukrainy: 1995
- brązowy medalista Mistrzostw Ukrainy: 1993